# Горяйновка (Самарская область)
Горяйновка — село в Алексеевском районе Самарской области России. Входит в состав сельского поселения Летниково.

## География
Село находится в юго-восточной части Самарской области, в пределах возвышенности Общий Сырт, в степной зоне, на левом берегу реки Чапаевки, на расстоянии примерно 16 километров (по прямой) к юго-западу от села Алексеевки, административного центра района. Абсолютная высота — 100 метров над уровнем моря.
Часовой пояс
Село Горяйновка, как и вся Самарская область, находится в часовой зоне МСК+1. Смещение применяемого времени относительно UTC составляет +4:00.

## Население
| 1986 | 2002 | 2010 | 2014 | 2015 |
| ---- | ---- | ---- | ---- | ---- |
| 71   | ↘36  | ↘30  | ↘22  | ↗23  |

Половой состав
По данным Всероссийской переписи населения 2010 года в гендерной структуре населения мужчины составляли 46,7 %, женщины — соответственно 53,3 %.
Национальный состав
Согласно результатам переписи 2002 года, в национальной структуре населения русские составляли 97 % из 36 чел.